# 金像獎歌曲頒獎典禮1986
《金像獎歌曲頒獎典禮1986》（英語：Gimmick Song Special 1986）是無綫電視在1986年特別為暑假而製作的特備搞笑電視節目，在綜合性節目《歡樂今宵》中播出，司儀何守信、狄波拉，監製甘志輝。
此節目由多名搞笑藝人以歌曲頒獎典禮形式模仿歌手、電影、電視界藝人。2004年，電視廣播（國際）授權現代音像(國際)有限公司將此節目1986、1987及1988年三輯製作成一套VCD出售。

## 得獎歌曲
- 「意識優良金像獎」：〈Stand翕〉 - 張惡榮（由盧海鵬扮演）
- 「逃避現實金像獎」：〈夢叛〉 - 梅菜芳（由吳君如扮演）
- 「最佳商品金像獎」：〈香腸．蝦醬．機關槍〉 - 鍾腎濤（由詹秉熙扮演）
- 「真情流露金像獎」：〈凶凳〉 - 夏牛聲（由盧大偉扮演）
- 「喊得一句句金像獎」：〈蝕到空虛〉 - 蔡燶華（由廖偉雄扮演）
- 「自言自語金像獎」：〈汗流逆流〉 - 徐大鳳（由林建明扮演）
- 「Music Video金像獎」：〈幾許瘋語〉 - 羅人（由盧海鵬扮演）
- 「金像大獎」：〈阿順的故事〉 - 翁鼻玉（由麥麗紅扮演）

## 另見
- 金像獎歌曲頒獎典禮1987
- 金像獎歌曲頒獎典禮1988

## 外部連結
- 歌詞
- TVB 影視店 （页面存档备份，存于）
- 蝕到空虛 YouTube （页面存档备份，存于）
- 幾許瘋語 YouTube （页面存档备份，存于）